# Nipponaspis
Nipponaspis – rodzaj stawonogów z wymarłej gromady trylobitów, z rzędu Proetida.
Żył w okresie karbonu i permu (baszkir - wucziaping).